# Kaatmolen
De Kaatmolen is een weidemolen aan de Kalverringdijk in de Kalverpolder nabij de Zaanse Schans in de Nederlandse gemeente Zaanstad. De molen komt oorspronkelijk uit het Westzijderveld. De bijnaam Kaatmolen dankt hij aan zijn voormalige eigenaar, Piet Kaat. Het molentje is uitgerust met een waaierpomp en heeft de status gemeentelijk monument.

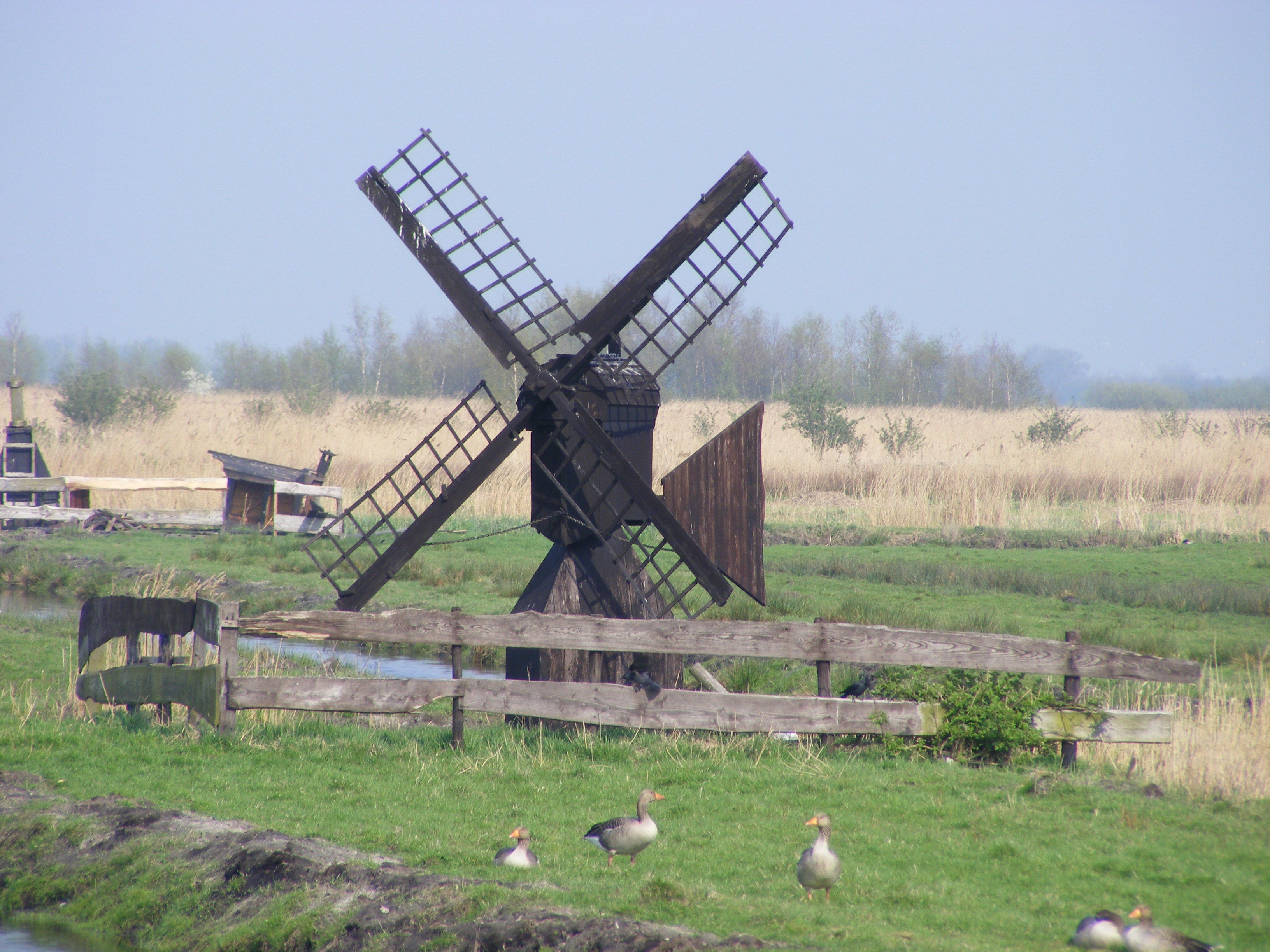
De Kaatmolen vanaf de Kalverringdijk (2008)

Oliemolens:
De Bonte Hen ·
De Os ·
De Ooijevaar ·
Het Pink ·
De Zoeker

Zaagmolens:
De Gekroonde Poelenburg ·
De Held Jozua ·
Het Jonge Schaap ·
Het Klaverblad

Overige typen:
De Bleeke Dood ·
De Huisman ·
De Kat ·
Het Prinsenhof ·
Herkules ·
De Schoolmeester ·
De Koker

Kleine molens:
De Jonge Dirk ·
Kaatmolen ·
De Kroosduiker ·
Het Zwarte Kalf ·
De Hadel ·
De Windhond ·
De Windjager ·
De Zwaan

Overig:
Molenmuseum ·
Zaanse Schans ·
Vereniging De Zaansche Molen